# Estación de Nine
La Estación Ferroviaria de Nine, igualmente conocida como Estación de Nine, es una infraestructura ferroviaria de la Línea del Miño y del Ramal de Braga, que sirve a la Parroquia de Nine, en el Ayuntamiento de Vila Nova de Famalicão, en Portugal.

## Características

### Localización y accesos
Se encuentra junto a la localidad de Nine, en la Calle de la Estación.

### Descripción física
En 2010, esta plataforma tenía 5 vías de circulación, que presentaban entre 165 y 595 metros de longitud; las plataformas tenían 250, 240, 230 y 165 metros de extensión, y una altura de 90 centímetros.

## Historia
Esta plataforma, inaugurada en 1875, fue construida para ser un intercambiador, para la redistribución de los diversos productos del Miño.